# Réciprocité sociale

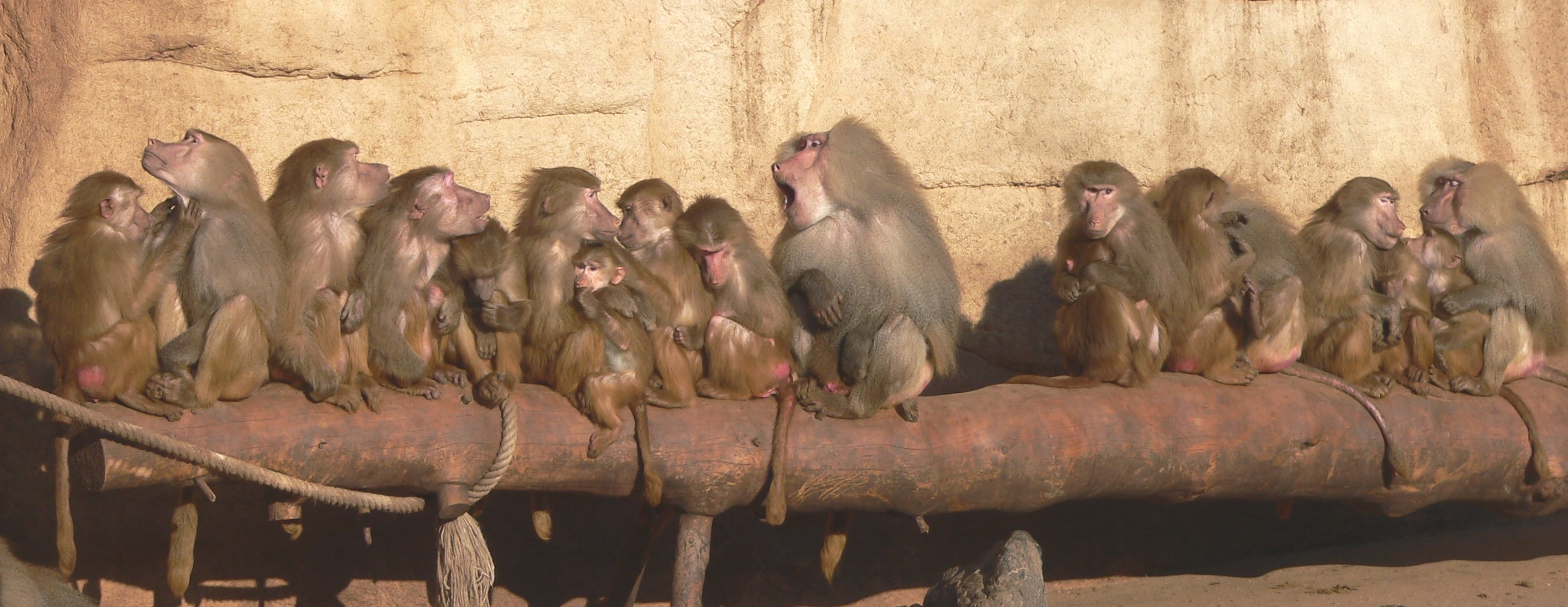
Réciprocité sociale

En psychologie sociale, la réciprocité sociale se définit au sein des interactions sociales comme la capacité de l'individu à interagir et à maintenir des échanges sociaux mutuels. Elle commence dans l'enfance et se construit au fur et à mesure de la vie, rendant possible la construction de relation et facilitant les échanges sociaux continus.
En tant que norme sociale, la réciprocité implique qu'en réponse à des actes amicaux, les individus sont fréquemment plus agréables et coopératifs que prédirait le modèle d'intérêt personnel. Face à des actes hostiles, la réponse peut être de temporiser, de négocier, de désarmer ou au contraire d'agresser en retour.
Le caractère réciproque d'une relation peut s'observer par la démonstration d'habiletés telles la démonstration d'un intérêt certain lors des échanges, l'attention conjointe, la capacité à s'ajuster, à interpréter et à répondre aux indices émotionnels et interpersonnels ainsi que par la motivation à participer aux interactions sociales. C'est l'une des habiletés sociales essentielles. Elle implique une capacité à lire et interpréter les émotions des autres (plus ou moins empathique), et des comportements verbaux ou de communication non verbale. En effet, cette capacité permet à l'individu de s'engager dans l'interaction et de maintenir celle-ci par la production de boucles de communication caractérisées par des échanges consécutifs entre interlocuteurs.

## Histoire et philosophie
La réciprocité semble être l'une des bases, voire une « règle d'or » de la plupart des traditions philosophiques et des religions anciennes, évoquant un impératif moral humain fondamental universel (« traitez les autres comme vous voudriez qu'ils vous traitent »).

## Dans les troubles du spectre autistique
Les capacités de réciprocité (et de flexibilité) sociales sont touchées chez les personnes autistes.

Toutefois, avec des entraînements aux habiletés sociales, certains autistes se situant dans la partie « haute » du continuum autistique peuvent apprendre et acquérir tous (ou une partie de) ces éléments constituant la réciprocité sociale,.

### Vidéographie
- Asadis, « Le déficit de la réciprocité dans le diagnostic de l'autisme (extrait de la formation "Subtilités et nuances du diagnostic de l'autisme", par le Prof. Laurent Mottron », 19 mai 2020 (consulté le 5 février 2025)